# Alberto Marvelli
Alberto Marvelli (italià: Albert Marvelli)  (Ferrara, 21 de març de 1918 - Rímini, 5 d'octubre de 1946), va ser un jove laic salesià i polític democratacristià italià. Va ser membre de l'Acció Catòlica i de la Pia Unió de Cooperadors Salesians. Al costat dels Servents de Déu, Pares Luigi Sturzo i Primo Mazzolari, i un grup de laics, dirigits per Alcide De Gasperi, fou un dels fundadors de la Democràcia Cristiana a Itàlia, per la qual va ser candidat a diputat per Rímini.
Marvelli, a més de la seva activitat política, va destacar pel seu amor a Crist i l'Eucaristia. Va morir atropellat en un carrer de la ciutat de Rimini, el 1946, a l'edat de 28 anys, i fou beatificat el 2003 pel papa Joan Pau II.